# Paul Perquer
Paul Eugène Célestin Perquer, né le 3 octobre 1859 au Havre et mort le 7 janvier 1914 à Barneville-la-Bertran, est un marin français. 

## Carrière
Il est sacré champion olympique de voile en épreuve de 10-20 tonneaux aux Jeux olympiques d'été de 1900 de Paris avec son coéquipier Émile Billard.